# Burnett River
Der Burnett River ist ein Fluss im Südosten des australischen Bundesstaates Queensland. Sein Einzugsgebiet ist geprägt vom Zuckerrohranbau.

## Geographie

### Flusslauf
Der Fluss entspringt östlich von Monto an den Hängen des Mount Gaeta in der Burnett Range, einem Teil der Great Dividing Range. Von hier fließt er in südlicher Richtung vorbei an Eidsvold und Mundubbera. Ab hier verläuft der Burnett River in Richtung Osten durch Gayndah und Wallaville,  bevor er, nachdem er Bundaberg passiert hat, bei Burnett Heads ins Korallenmeer und damit in den Pazifik mündet.
Der Bau des Paradise-Staudamms am Burnett River, etwa 80 km flussaufwärts von Bundaberg wurde im November 2005 fertiggestellt. Der Lake Paradise hat eine Kapazität von 300 Mio. m³. Benannt ist der Damm nach der alten Goldgräberstadt Paradise, die im Stausee versunken ist.

### Nebenflüsse mit Mündungshöhen
- West Burnett River – 304 m
- Broad Creek – 276 m
- Poperima Creek – 235 m
- Oaky Creek – 210 m
- Splinter Creek – 185 m
- Three Moon Creek – 184 m
- Eastern Creek – 183 m
- The Springs – 172 m
- Five Mile Creek – 171 m
- Dead Bullock Gully – 168 m
- Yellow Creek – 167 m
- Nogo River – 162 m
- Smalls Creek – 159 m
- Lambing Gully – 157 m
- Middle Creek – 152 m
- Lower Creek – 138 m
- Lochaber Creek – 137 m
- A Creek – 131 m
- O’Bil Bil Creek – 130 m
- St. John Creek – 126 m
- Auburn River – 123 m
- Boyne River – 122 m
- Lacon Creek – 114 m
- Bennett Creek – 104 m
- Aranbanga Creek – 104 m
- Newton Creek – 103 m
- Philpot Creek – 102 m
- Outier Creek – 101 m
- Reid Creek – 97 m
- Barambah Creek – 85 m
- Wetheron Creek – 79 m
- Sunday Creek – 66 m
- Bin Bin Creek – 60 m
- Deep Creek – 52 m
- Mingo Creek – 49 m
- Kalliwa Creek – 43 m
- Yarrabil Creek – 39 m
- Finney Creek – 39 m
- Degilbo Creek – 31 m
- Granite Creek – 27 m
- Perry River – 24 m
- St. Agnes Creek – 22 m
- Splitters Creek – 2 m
- McCoy Creek – 1 m[1]

### Durchflossene Stauseen
- Lake Paradise – 67,6 m[1]

## Geschichte

### Entdeckung
Im Jahr 1847 wurde der Fluss von James Charles Burnett entdeckt und nach ihm benannt.

### Überschwemmung in Queensland im Jahr 2010 / 2011
Während der Überschwemmungen in Queensland 2010/2011 trat der Burnett River über seine Ufer. In den Städten Gayndah und Mundubbera wurden dabei die höchsten Pegelstände seit 1942 erreicht. Zahlreiche Häuser mussten evakuiert werden.

## Fauna
Im Burnett River und dem nahegelegenen Mary River ist der australische Lungenfisch (Neoceratodus forsteri) heimisch. Er ist ein seltenes lebendes Fossil, das ursprünglich nur hier und im Mary River vorkam.